# Erzbergersche Reform
Die Erzbergersche Finanz- und Steuerreform von 1919/1920 gilt als das umfangreichste Reformwerk der deutschen Steuer- und Finanzgeschichte. Die Finanzverfassung und das Steuersystem im Deutschen Reich wurden grundlegend umgestaltet und modernisiert. 16 neue Reichssteuergesetze regelten die Zentralisierung der Steuergesetzgebung und der Finanzverwaltung, die Vereinheitlichung und deutliche Erhöhung von Einkommensteuer, Körperschaftsteuer und Erbschaftsteuer, die Einführung einer einmaligen Vermögensabgabe (Reichsnotopfer) und die Erhöhung der indirekten Steuern. Die nach dem damaligen Reichsfinanzminister Matthias Erzberger (Zentrum) benannte Reform prägt die Finanzverfassung, das Steuersystem und das Steuerrecht in Deutschland bis heute.

## Ausgangslage vor der Reform
Bis 1918 war jeder Bundesstaat des Deutschen Reiches (und in dessen Rahmen die Städte und Gemeinden) gemäß den Regeln und Grundsätzen des Deutschen Zollvereins selbständig für die Festsetzung, die Erhebung und die Verwaltung der Steuern zuständig. Das Reich finanzierte sich ausschließlich aus Mitgliedskontributionen der Bundesstaaten und aus Zöllen, also Steuern, die in erster Linie von Unternehmen bei der Einfuhr, Durchfuhr und Ausfuhr von Waren erhoben wurden. Dieser Föderalismus war ein Eckpfeiler des Deutschen Kaiserreichs. Forderungen nach einer Zentralisierung der Finanzverwaltung kamen schon früh auf, waren aber für Otto von Bismarck und die Kaiser undenkbar und indiskutabel. Hierbei handelte es sich um eine Grundbedingung der einzelnen Beitrittsstaaten bei der Reichsgründung 1871, die auch bis 1918 von allen folgenden Reichskanzlern unangetastet blieb.
Zwischen 1871 und 1914 entwickelte sich das Deutsche Reich zu einer der führenden Exportnationen. Ein Jahr vor Ausbruch des Ersten Weltkrieges konnte es bereits 13 % des Welthandels auf sich vereinigen, zog damit an den USA vorbei und lag nur noch zwei Prozent hinter Großbritannien. Ähnlich verlief die Entwicklung bei den Einfuhren: Bis 1914 bezog das Deutsche Reich etwa ein Drittel seiner Lebensmittel aus dem Ausland und war weltweit der größte Importeur von Agrarprodukten. Nach Kriegsausbruch kam der Im- und Export aufgrund der britischen Seeblockade in der Nordsee fast vollständig zum Erliegen. Dies führte neben erheblichen wirtschaftlichen Einschränkungen zu einem Versiegen der steuerlichen Haupteinnahmequellen.
Nach dem Krieg musste Deutschland seinen Markt öffnen, Zölle reduzieren und den Siegermächten für fünf Jahre einseitig die Meistbegünstigung einräumen. Diese handelspolitischen Beschränkungen und die gleichzeitigen Reparationszahlungen machten dem Reich das Betreiben einer aktiven Zollpolitik unmöglich. Unter diesen Bedingungen erschien für mehrere einflussreiche Politiker eine Zentralisierung der Finanzverwaltung unumgänglich.

## Umsetzung der Reform

Aufbau Reichsfinanzverwaltung 1920 bis 1926

Dementsprechend wurde mit Gründung der Weimarer Republik eine einheitliche Reichsfinanzverwaltung angestrebt und umgesetzt.
Anfang Februar 1919 entstand das Reichsfinanzministerium mit gleichzeitigem Aufbau von 26 Landesfinanzämtern, rund 1.000 Finanzämtern und rund 200 Hauptzollämtern. Dafür konnten rund 12.000 Beamte aus ehemaligen bundesstaatlichen Einrichtungen übernommen werden. Dieses Personal reichte jedoch für die Bewältigung der Arbeit bei weitem nicht aus. Es erfolgte die Ausbildung und Einstellung von rund 18.000 zusätzlichen Fachkräften, so dass am Ende der Umstrukturierung insgesamt rund 30.000 Personen in der neuen Reichsfinanzverwaltung tätig waren.
Zur Legitimierung dieser Maßnahmen traten im September 1919 das Gesetz über die Reichsfinanzverwaltung nebst Verordnungen zur Bezirkseinteilung der Landesfinanzämter und Finanzämter in Kraft. Die Etablierung der Landesfinanzämter war für das Gelingen der Reform Erzbergers von besonderer Bedeutung, denn sie waren die Instanz, mit der die Reichsfinanzverwaltung in die bislang bestehende Selbstverwaltung der Länder und Gemeinden eindrang. Konkret bildete das Reichsfinanzministerium, als oberste Leitung der Steuerverwaltung, die Spitze des neuen dreistufigen Verwaltungssystems. Diesem folgten die neu geschaffenen Landesfinanzämter, die für die Gleichmäßigkeit der Besteuerung sorgen sollten. Obwohl der Name das suggeriert, waren die Landesfinanzämter keine unabhängigen und keine föderalen Landeseinrichtungen. Sie bildeten die mittlere Ebene der Reichsfinanzverwaltung und waren direkt dem Reichsfinanzministerium unterstellt. An der dritten Stufe, der Basis, standen in jeder Kreisstadt die neu errichteten Finanzämter. In deren Hand lag die praktische Umsetzung der neuen Gesetze, also das Festsetzen, Erheben und Beitreiben der Steuern.
Insgesamt traten während der Amtszeit von Erzberger 16 Finanz- und Steuergesetze in Kraft. Neben der Zentralisierung der Finanzverwaltung erfolgte die Erhebung reichseinheitlicher Steuern, beispielsweise der Luxusumsatzsteuer, Umsatzsteuer, Erbschaftssteuer. Grundlage aller Steuern war die neue Reichsabgabenordnung.
Völlig neu hinzu kam die Umsatzsteuer, die bisher im Steuersystem unbekannt war. Von besonderer Bedeutung war jedoch die Einkommensteuer. Ihr war hauptsächlich die Funktion zugedacht, den enorm gestiegenen Finanzbedarf des Reiches zu decken. Während im Kaiserreich die von den Ländern und Gemeinden erhobene Einkommensteuer maximal 4 % umfasste, stieg sie nun auf einen maximalen Spitzensatz von 60 %. Zur Erhebung wurde die Lohnsteuerkarte und der direkte Lohnsteuerabzug eingeführt. Eine der umstrittensten Abgaben war das Reichsnotopfer.

## Auswirkungen
Die verfassungsrechtliche Stellung des Reichsministers der Finanzen und seine politische Macht war enorm. Ernst Troeltsch nannte Erzberger den „heimlichen Kanzler“. Der Finanzminister gebot über mehr als 80 % des gesamten Steueraufkommens und war Dienstherr über die Beamtenschaft auf allen drei Verwaltungsebenen. Nach Erlass der auf Druck der Siegermächte eingeführten Reichshaushaltsordnung vergrößerte sich sein Einfluss noch mehr: ihm stand danach gemeinsam mit dem Reichskanzler ein absolutes Veto in allen Ausgabenfragen und haushaltsrechtlichen Angelegenheiten zu.
Diese Machtkonzentration führte zwangsläufig zu Dissonanz und Widerstand in den Ländern und Gemeinden. Durch die Reform erfuhr das traditionelle Selbstverwaltungsgefüge tiefgreifende Veränderungen; sie machte Länder und Gemeinden weitgehend von Steuerzuweisungen abhängig. Mit dem Landessteuergesetz vom 30. März 1920, der erstmaligen Aufnahme einer besonderen Finanzausgleichsgesetzgebung, verloren sie endgültig ihre bisherige Steuerhoheit. Dies war unter anderem möglich, da Erzberger ehemaligen Landesfinanzministern, die der Zentralisierung der Finanzverwaltung reformkritisch gegenüberstanden, bei Zustimmung der Gesetzesvorlage angeboten hatte, sie zu Präsidenten der Landesfinanzämter auf Lebenszeit zu machen, wobei ihnen das Gehalt eines Landesministers erhalten bliebe – ein Angebot, dem alle Angesprochenen zustimmten.
Es versteht sich, dass sich Erzberger mit seinen großen Reformschritten viele Gegner schuf. Bezüglich der Notwendigkeit musste er 1919 immer wieder betonen, dass der Finanzbedarf des Reichs über 900 % gegenüber dem letzten Vorkriegsjahren gestiegen sei. Nach seinem Ausscheiden als Finanzminister am 12. März 1920 war Erzberger selbst nicht mehr in der Lage, im Sinne seiner Reformen zu wirken. Der ohnehin schon während seiner Amtszeit erhebliche Widerstand aus allen Teilen der Bevölkerung führte bald zu Korrekturen. Der Protest richtete sich vor allem gegen die starke Steuerprogression. Es kam zu Kapitalflucht und zu Steuerhinterziehungen. Zudem sorgte der Inflationsprozess, vor allem die Hyperinflation 1922/23 dafür, dass die in der Reform angelegten Maßnahmen nicht vollständig zum Tragen kamen. Mit der Steuerreform von 1925 wurden verschiedene Bestandteile der Erzbergerschen Reform rückgängig gemacht und einige Steuersätze gesenkt.

## Nachbetrachtung
Die Erzbergersche Reform von 1919/20 zählt zu den bedeutendsten Reformwerken der deutschen Geschichte. In weniger als neun Monaten wurde die gesetzliche Grundlage für ein neues Finanz- und Steuersystem geschaffen. Die neuen Reichssteuergesetze brachten eine reichsweite Vereinheitlichung des vorher erheblich zersplitterten Steuerrechts. Zugleich bewirkten sie eine starke Erhöhung der Steuern. Ihr fiskalischer Erfolg war durch die Inflation stark beeinträchtigt.
Die von verschiedenen Seiten zur Diskussion gestellte Begründung, dass die immense Verschuldung des Deutschen Reiches aus dem Ersten Weltkrieg sowie hohe innere und äußere Kriegsfolgelasten einen völligen Umbau der Finanzverwaltung und des Steuersystems erzwangen, wird in der neueren Forschung von führenden Historikern in Frage gestellt. So sei bei diesem Rechtfertigungsversuch unklar, warum nach dem Ende der Finanznot der weitere Ausbau einer zentralen Steuerbürokratie sowie die Fortsetzung der Erhebung verschiedener Steuern notwendig wäre. Respektive stelle die Reform Erzbergers vielmehr den historisch stärksten Eingriff in die Eigenstaatlichkeit der deutschen Länder dar. Tatsächlich war sich Erzberger der Tragweite bewusst. Er äußerte sich offiziell vor den Delegierten der Nationalversammlung über seine Reform wiederholt folgendermaßen:
„Ich bin mir klar darüber und will auch Klarheit schaffen: Die Durchführung der reichseigenen Steuerorganisation wird den größten Schritt zum Aufbau des deutschen nationalen Einheitsstaates darstellen.“
Damit bildeten die Steuer- und Finanzreformen von 1919/20 den Auftakt zum Streit um die Fortentwicklung des Reich-Länder-Verhältnisses, was ein verfassungspolitisches Dauerthema in der Weimarer Republik wurde und letztlich 1933 in zwei Gleichschaltungsgesetzen endete. Erzberger selbst verlor wegen seiner kompromisslosen unitarischen Einstellung spätestens ab März 1920 den Rückhalt seiner eigenen Partei, die Deutsche Zentrumspartei ließ ihn fallen und bezahlte die Schaffung der zentralisierten Reichsfinanzverwaltung mit der Abspaltung der BVP.
Die Reform hat die Grundstruktur des deutschen Steuersystems und Steuerrechts bis in die heutige Zeit beeinflusst. Mit ihr begann in Deutschland nicht nur die Entwicklung der modernen Steuer- und Zollverwaltung, sondern auch des steuerberatenden Berufes und der Steuerwissenschaften.